# VIIIe législature du Parlement de Catalogne
La VIIIe législature du Parlement de Catalogne est un cycle parlementaire du Parlement de Catalogne, d'une durée de trois ans et dix mois, ouvert le 17 novembre 2006 à la suite des élections du 1er novembre précédant et clos le 4 octobre 2010.

## Bureau du Parlement
| Poste                   | Titulaire                    | Parti | Parti | Circonscription |
| ----------------------- | ---------------------------- | ----- | ----- | --------------- |
| Président               | Ernest Benach                |       | ERC   | Tarragone       |
| Premier vice-président  | Higini Clotas                |       | PSC   | Barcelone       |
| Deuxième vice-président | Ramon Camp                   |       | CDC   | Barcelone       |
| Deuxième vice-président | Lluís Corominas (30.09.2008) |       | CDC   | Barcelone       |
| Première secrétaire     | Lídia Santos                 |       | PSC   | Barcelone       |
| Deuxième secrétaire     | Antoni Castellà              |       | UDC   | Barcelone       |
| Troisième secrétaire    | Jordi Miralles               |       | EUiA  | Barcelone       |
| Quatrième secrétaire    | Rafael Luna                  |       | PPC   | Tarragone       |

## Groupes parlementaires
| Nom | Nom                   | Début | Fin | Président                              | Porte-parole                                                                |
| --- | --------------------- | ----- | --- | -------------------------------------- | --------------------------------------------------------------------------- |
|     | Groupe CiU            | 48    | 48  | Artur Mas                              | Felip Puig Oriol Pujol (01.11.2007)                                         |
|     | Groupe socialiste-CpC | 37    | 37  | Manuela de Madre                       | Miquel Iceta                                                                |
|     | Groupe ERC            | 21    | 21  | Joan Puigcercós                        | Joan Ridao Anna Simó (25.03.2008)                                           |
|     | Groupe populaire      | 14    | 14  | Josep Piqué Daniel Sirera (26.07.2007) | Francesc Vendrell Carina Mejías (26.07.2007) Dolors Montserrat (23.12.2008) |
|     | Groupe ICV-EUiA       | 12    | 12  | Joan Saura Jaume Bosch (26.11.2008)    | Joan Boada Jaume Bosch (01.12.2006) Dolors Camats (26.11.2008)              |
|     | Groupe mixte          | 3     | 3   | Albert Rivera                          | Albert Rivera                                                               |

## Commissions parlementaires
| Commission                                                        | Président                         | Parti | Parti | Circonscription |
| ----------------------------------------------------------------- | --------------------------------- | ----- | ----- | --------------- |
| Commissions permanentes législatives                              |                                   |       |       |                 |
| Commission des Affaires institutionnelles                         | Núria de Gispert                  | UDC   |       | Barcelone       |
| Commission de la Justice, des Droits et de la Sécurité citoyenne  | Montserrat Nebrera                | PPC   |       | Barcelone       |
| Commission de la Justice, des Droits et de la Sécurité citoyenne  | Jordi Montanya (12.11.2009)       | PPC   |       | Lleida          |
| Commission de l'Économie, des Finances et du Budget               | Jordi Valls                       | PSC   |       | Barcelone       |
| Commission de l'Économie, des Finances et du Budget               | Josep Maria Rañé (18.12.2006)     | PSC   |       | Barcelone       |
| Commission de l'Économie, des Finances et du Budget               | Jordi Terrades (01.07.2008)       | PSC   |       | Barcelone       |
| Commission du Travail, de l'Industrie, du Commerce et du Tourisme | Antoni Fernández                  | CDC   |       | Barcelone       |
| Commission de l'Agriculture, de l'Élevage et de la Pêche          | Josep Grau                        | CDC   |       | Lleida          |
| Commission de la Politique territoriale                           | Eudald Casadesús                  | CDC   |       | Gérone          |
| Commission de l'Environnement et du Logement                      | Dolors Clavell                    | ICV   |       | Barcelone       |
| Commission de la Santé                                            | Carme Figueras                    | PSC   |       | Barcelone       |
| Commission de la Politique culturelle                             | Mercè Roca                        | ERC   |       | Gérone          |
| Commission de l'Enseignement et de l'Enseignement supérieur       | Xavier Sabaté                     | PSC   |       | Tarragone       |
| Commission de l'Enseignement et de l'Enseignement supérieur       | Flora Vilalta (16.02.2007)        | PSC   |       | Barcelone       |
| Commission du Bien-être et de l'Immigration                       | Marta Cid                         | ERC   |       | Tarragone       |
| Commission de l'Action extérieure et de l'Union européenne        | Miquel Àngel Estradé              | ERC   |       | Lleida          |
| Commission de la Coopération et de la Solidarité                  | Joan del Pozo                     | PSC   |       | Gérone          |
| Commission de la Coopération et de la Solidarité                  | José Antonio Donaire (20.02.2008) | PSC   |       | Gérone          |
| Commission de la Coopération et de la Solidarité                  | Joan Ferran (26.02.2010)          | PSC   |       | Barcelone       |
| Commission des Politiques de jeunesse                             | Laia Ortiz Castellí               | ICV   |       | Barcelone       |
| Commissions permanentes non-législatives                          |                                   |       |       |                 |
| Commission du Règlement                                           | Ernest Benach                     | ERC   |       | Tarragone       |
| Commission du Statut des députés                                  | Ramon Espadaler                   | UDC   |       | Barcelone       |
| Commission des Pétitions                                          | Ferran Mascarell                  | PSC   |       | Barcelone       |
| Commission des Pétitions                                          | Toni Comín (17.04.2007)           | PSC   |       | Barcelone       |
| Commission des Affaires secrètes et réservées                     | Ernest Benach                     | ERC   |       | Tarragone       |
| Commission du Syndic de Greuges                                   | Belén Pajares                     | PPC   |       | Barcelone       |
| Commission de la Cour des comptes                                 | Lluís Corominas                   | CDC   |       | Barcelone       |
| Commission de la Cour des comptes                                 | Jordi Turull (21.10.2008)         | CDC   |       | Barcelone       |
| Commission du Contrôle de l'audiovisuel public                    | Joan Miquel Nadal                 | CDC   |       | Tarragone       |
| Commission sur le Droit des données                               | Caterina Mieras                   | PSC   |       | Barcelone       |

## Gouvernement et opposition
| Candidat            | Date                                        | Vote       |     |     |     |     |          |    | Résultat |
| Candidat            | Date                                        | Vote       | CiU | PSC | ERC | PPC | ICV-EUiA | Cs | Résultat |
| José Montilla (PSC) | 24 novembre 2006 (majorité absolue requise) | Oui        |     | 37  | 21  |     | 12       |    | 70 / 135 |
| José Montilla (PSC) | 24 novembre 2006 (majorité absolue requise) | Non        | 48  |     |     | 14  |          | 3  | 65 / 135 |
| José Montilla (PSC) | 24 novembre 2006 (majorité absolue requise) | Abstention |     |     |     |     |          |    | 0 / 135  |

## Désignations

### Sénateurs
| Parti | Parti                        | Sénateurs désignés     | Voix |
| ----- | ---------------------------- | ---------------------- | ---- |
| CiU   |                              | Pere Macias i Arau     | 124  |
| CiU   | Jordi Casas i Bedós          |                        | 124  |
| PSC   |                              | Joan Sabaté i Borràs   | 124  |
| PSC   | Maria Assumpta Baig i Torras |                        | 124  |
| ERC   |                              | Carles Bonet i Revés   | 124  |
| PP    |                              | Josep Piqué i Camps    | 124  |
| ICV   |                              | Joan Josep Nuet Pujals | 124  |

- Désignation : 21 décembre 2006.
- Josep Piqué (PP) est remplacé en octobre 2007 par Daniel Sirera i Bellés par assentiment.

| Parti | Parti                    | Sénateurs désignés           | Voix        |
| ----- | ------------------------ | ---------------------------- | ----------- |
| CiU   |                          | Jordi Casas i Bedós          | Assentiment |
| CiU   | Joan Maria Roig i Grau   |                              | Assentiment |
| CiU   | Jordi Vilajoana i Rovira |                              | Assentiment |
| PSC   |                          | Maria Assumpta Baig i Torras | Assentiment |
| PSC   | Joan Sabaté i Borràs     |                              | Assentiment |
| ERC   |                          | Carles Bonet i Revés         | Assentiment |
| PP    |                          | Daniel Sirera i Bellés       | Assentiment |
| ICV   |                          | Joan Josep Nuet Pujals       | Assentiment |

- Désignation : 12 mars 2008.
- Daniel Sirera (PP) est remplacé en avril 2008 par Alicia Sánchez-Camacho Pérez par assentiment.